# Ingham Glacier
Ingham Glacier är en glaciär i Antarktis. Den ligger i Östantarktis. Nya Zeeland gör anspråk på området. Ingham Glacier ligger 629 meter över havet.
Terrängen runt Ingham Glacier är varierad. Trakten är obefolkad. Det finns inga samhällen i närheten. 